# Hans-Jürgen Greif
Hans-Jürgen Greif (né le 27 novembre 1941 à Völklingen, Sarre, Allemagne) est écrivain ainsi que professeur de littératures française et allemande et de phonétique allemande.

## Biographie
Hans-Jürgen Greif détient un doctorat en littérature italienne de l'Université de la Sarre. Il devient professeur à l'Université Laval de Québec en 1969, où il enseigne les littératures allemande et française jusqu'en 2004. En novembre 2007, il est nommé professeur émérite de l'Université Laval. En 2011, l'Université l'honore lors du premier gala Hommage aux créateurs,.
Greif a publié, en allemand et en français, près d'une centaine d'articles académiques et de critiques littéraires, des essais, des recueils de nouvelles, des récits ainsi que des romans. L'oeuvre de Greif est également variée dans ses thèmes, des castrats à la vie en Allemagne pendant la Deuxième Guerre mondiale, détestant « rabâcher la même chose ».
L'autre Pandore, premier roman publié chez Leméac, a été finaliste au Prix du Gouverneur général . Il est aussi lauréat du Prix d'excellence des arts et de la culture au Prix de création littéraire Bibliothèque de Québec-Salon international du livre de Québec pour son roman Orfeo, paru chez L'instant même. Il a reçu cette même distinction pour deux autres romans, La colère du faucon (2014) et Le photographe d'ombres (2016). Il a également été finaliste pour de nombreux prix et a reçu différentes distinctions, dont Chevalier dans l'Ordre des Palmes académiques de la République française en 2014. Plusieurs de ses livres et textes ont été traduits en français, anglais, espagnol, tamoul, allemand et polonais.
Philanthrope, il établit en 2006 le Fonds Hans-Jürgen-Greif, qui octroie chaque année une bourse « tremplin » au meilleur finissant du Conservatoire de musique de Québec, où il a enseigné la phonétique orthophonique de l'allemand aux chanteurs et aux instrumentistes (1970-2018). Ce Fonds subventionne également le Club musical de Québec, la Maison de la littérature ainsi que la Bibliothèque et les Collections de l’Université Laval.

### Essais
- Das Thema des Todes in der Dichtung Ugo Foscolos, Saarbrücken, Presses de l'Université de la Sarre, 1967, 212 p.
- Huysmans A Rebours und die Dekadenz, Bonn, Bouvier, 1971, 114 p.  (ISBN 9783416007986)
- Zum modernen Drama, Bonn, Bouvier, 1973 (2e édition, 1975  (ISBN 3416009363)
- Siegfried Lenz: Das szenische Werk, essai, avec Wilhelm J. Schwarz, Bern, Francke, 1974  (ISBN 377201075X)
- Christa Wolf: Wie sind wir so geworden wie wir heute sind?, Bern, Lang, 1978, 152 p.  (ISBN 3261030852)

### Romans
- L'Autre Pandore, Montréal, Leméac, 1990,193 p.  (ISBN 2760931315)
- Orfeo, L'instant même, Québec, 2003 (2e édition, format de poche, L'instant même, 2013, 325 p. (ISBN 9782895023326)
- La bonbonnière, roman en portraits, avec Guy Boivin, Québec, L'instant même, 2007 (2e édition, Paris, Les 400 coups, 2008), 300 p.  (ISBN 978-2-89502-238-1)
- Le jugement, Québec, L'instant même, 2008, 241 p.  (ISBN 978-2-89502-256-5)
- M., Québec, L'instant même, 2010, 195 p.  (ISBN 9782895022961)
- Job & compagnie, Québec, L'instant même, 2011, 240 p.  (ISBN 978-2-89502-308-1)
- Le temps figé, avec Guy Boivin, Québec, L'instant même, 2012, 275 p.  (ISBN 978-2-89502-322-7)
- La colère du faucon, Québec, L'instant même, 2013, 284 p.  (ISBN 9782895023340)
- Le photographe d'ombres, Québec, L'instant même, 2015, 186 p.  (ISBN 9782895023616)
- Le pélican et le labyrinthe, avec Guy Boivin, Québec, L'instant même, 2018, 247 p.  (ISBN 9782895023920)
- Insoumissions, Montréal, Québec Amérique, 2020, 323 p.  (ISBN 9782764440124)
- L'égarement, Lyon, Les éditions Baudelaire, 2025, 218 p.  (ISBN 9791020382504)

### Récits
- Kein Schlüssel zum Süden, St. Michael, Bläschke, 1984, 96 p.  (ISBN 9783705322110)
- Berbera, récits traduits de l'allemand par Danielle Jacques, Montréal, Boréal, 1993, 144 p.  (ISBN 289052521X)

### Nouvelles
- Solistes, dix nouvelles, Québec, Éditions de l'instant même, 1997, 222 p.  (ISBN 2-921197-82-0)
- Le chat proverbial, onze histoires, Québec, L'instant même,2009 (2e édition, format de poche, Québec, L'instant même, 2014), 288 p.  (ISBN 9782895023449)
- Échardes, quarante-quatre nouvelles, Québec, L'instant même, 2014, 261 p.  (ISBN 9782895023500)
- Complots à la cour des papes, trois novellas, Québec, L'instant même, 2016, 249 p.  (ISBN 9782895023777)

### Anthologies
- Literatur in Québec. Eine Anthologie/Littérature québécoise. Une anthologie, 1960-2000, avec François Ouellet, Heidelberg, Synchron Wissenschaftsverlag, 2000, 328 p.  (ISBN 3935025025)
- La littérature québécoise - 1960-2000, avec François Ouellet, Québec, L'instant même, 2004, 116 p.  (ISBN 2895020035)

### Nouvelles parues dans des anthologies et des revues spécialisées
- Die eifersüchtigen Liebhaber, dans Von Katzen und Menschen, anthologie éditée par Julia Bachstein, Frankfurt am Main, Frankfurter Verlagsanstalt, 1990, p. 89-112; reprise dans Phantastisch diese Katzen!, éditée par Rudolf Helmut Reschke, Gütersloh, Bertelsmann,1994, p. 173-185.
- Kleider machen Bücher, dans Das Buch der geheimen Leidenschaften, anthologie éditée par Julia Bachstein, Frankfurt am Main, Frankfurter Verlagsanstalt, 1991, p. 36-48.
- Moulay Idriss, dans Queen's Quarterly, vol. 107, no 2, été 2000, p. 244-251
- Cœur d'oiseau, dans XYZ, La revue de la nouvelle, no 63, automne 2000, dossier dirigé par André Berthiaume, p. 63-70
- La souricière, tirée de Solistes, dans Ahornblätter 10, Marburg, Marburger Beiträge zur Kanada-Forschung, Université de Marbourg, 1997, p. 17-35. [ (ISBN 3-8185-0224-2)]
- Son dernier amant, tirée de Solistes, dans Anthologie de la nouvelle québécoise actuelle, éditée par Gilles Pellerin, Québec, L'instant même, 2003, p. 167-193; reprise en espagnol sous le titre Su ultimo amante, dans Antologia de narradores de Quebec, Un continente a la deriva, seleccion y prologo Gilles Pellerin, Mexico, Fondo de cultura economica, 2003, p. 169-192; reprise en tamoul par S.A. Vengada Subharaya Nayakar, dans Samhita Publications, s.1., 2010, p. 105-134; reprise en polonais sous le titre Ostatni kochanek, dans Antologia wspolczesnej noweli quebeckiej, éditée par Krzysztof Jarosz et Joanna Warmuzinska-Rogoz, Katowice, Presses de l'Université de Katowice, 2011, p. 55 à 70.
- Au pays du sourire, dans L'inconvénient, Les dessous de la télé-réalité, no 16, février 2004, p. 83-95
- Chocs, dans Aquitaine Québec, je me souviens, Bordeaux et Québec, Le castor astral/L'instant même, 2008, p. 115-123; reprise en espagnol sous le titre Impactos par Susana Gurovich, dans Quebec, escritores en la ciudad, Buenos Aires, Guadalquivir, 2011, p. 175-184.
- La reine Cendrillon, dans Moebius, no 117, printemps 2008, sous le thème Musique!, dossier dirigé par Philippe Gervais, p. 53-72.
- Le nouveau règne, publiée en avant-première dans Études littéraires, Les voix intérieures, vol. 39, no 3, automne 2008, dossier dirigé par Luis Thénon et Alain Beaulieu, p. 117-125; reprise dans Ces mondes brefs, Pour une géocritique de la nouvelle québécoise contemporaine, de Christiane Lahaie, coll. «Essais», Québec, L'instant même, 2009, p. 320-331.
- Un amateur d'art, dans Québec français, no 161, printemps 2011, sous le thème Littérature et peinture, dossier dirigé par Steve Laflamme, p. 45-47.
- C'est ma fête!, dans XYZ, La revue de la nouvelle, no 106, été 2011, sous le thème Règlements de comptes, La loi du talion, dossier dirigé par Hélène Rioux, p. 30-36.
- Bestiaire souterrain, dans Moebius, no 138, septembre 2013, sous le thème Québec, ville insolite, dossier dirigé par Marie-Ève Sévigny, p. 53-61.
- Autodafé, dans XYZ, La revue de la nouvelle, no 116, hiver 2013, sous le thème Nouvelles d'une page, dossier dirigé par David Dorais, p. 37.
- Frontières, dans Villa Europa, no 5, 2014, sous la direction de Valérie Deshoulières, en collaboration avec Cornelia Schmidt, Saarbrücken, Universaar (Presses universitaires de la Sarre), p. 67-70.
- Un mariage à la campagne, dans XYZ, La revue de la nouvelle, no 122, été 2015, dossier dirigé par David Dorais, p. 46-48
- Le ciel partagé, dans L'amour au cœur de la vie, Montréal, Québec Amérique, hiver 2017, dossier dirigé par Valérie Harvey, p. 201-219
- Le tournant, dans Derrière les apparences, Québec, L'instant même, septembre 2017, dossier dirigé par Philippe Mottet, p. 47-55
- Unterirdisches Bestiarium, dans Neue Literatur aus Québec, Göttingen, Wallstein-Verlag, 2020, dossier dirigé par Michael von Killisch-Horn, Die Horen n° 279, p. 208-212.

### Ouvrages critiques
- Hans-Jürgen Greif, entretiens, Suzanne Giguère, préface de Pierre Nepveu, Passeurs culturels. Une littérature en mutation, Québec, Les éditions de l'IQRC, Les presses de l'université Laval, Collection Échanges culturels, 2001, p. 179-192.  (ISBN 2-89224-318-1)
- Habiter la littérature, mélanges offerts à Hans-Jürgen Greif, Collectif sous la direction de Patrick Bergeron et François Ouellet, Québec, L'instant même, 2016, 247 p.  (ISBN 9782895023746)
- La matière des mots:  Entretiens avec Hans-Jürgen Greif, François Ouellet, Montréal, Nota Bene, Collection Palabres, 2021, 231 p.  (ISBN 9782895187585)
- Libération et construction du sujet dans La colère du faucon de Hans-Jürgen Greif, François Ouellet, Québec, Études littéraires, Département de littérature, théâtre et cinéma de l'Université Laval, volume 50, numéro 3, 2022, p. 137-147.  (ISSN 0014-214X)
- La langue du coeur et celle de la raison, entretiens avec Hans-Jürgen Greif, Lionel Meney, Québec, Éditions Huit, 2025, 75 p.  (ISBN 9782921707435)

## Prix et honneurs
- 1991 – Finaliste au Prix du Gouverneur général, catégorie roman, pour L'autre Pandore[6]
- 2003 – Finaliste au Prix France-Québec, pour Orfeo[9]
- 2004 - Lauréat du Prix d'excellence des arts et de la culture au Prix de création littéraire Bibliothèque de Québec-Salon international du livre de Québec, Prix littéraire adulte, pour Orfeo[1]
- 2008 – Finaliste, avec Guy Boivin, au Prix des abonnés-Réseau des bibliothèques de la ville de Québec, pour La bonbonnière[10]
- 2009 - Finaliste au Prix de création littéraire Bibliothèque de Québec-Salon international du livre de Québec, Prix littéraire adulte, pour Le jugement[11]
- 2009 - Nomination au rang de Commandeur du Cercle du recteur de l'université Laval
- 2010 - Finaliste au Prix de création littéraire Bibliothèque de Québec-Salon international du livre de Québec, Prix littéraire adulte, pour Le chat proverbial
- 2011 - Récipiendaire de l'Hommage aux créateurs, 1re édition, Université Laval[4]
- 2014 - Lauréat du Prix de création littéraire Bibliothèque de Québec-Salon international du livre de Québec, Prix littéraire adulte, pour La colère du faucon[1]
- 2014 - Chevalier dans l'Ordre des Palmes académiques de la République française[7]
- 2016 - Chevalier du Cercle du recteur de l'université Laval[12]
- 2016 - Lauréat du Prix de création littéraire Bibliothèque de Québec-Salon international du livre de Québec, Prix littéraire adulte, pour Le photographe d'ombres[13]
- 2020 - Nomination au rang de Grand Chevalier du Cercle de la rectrice de l'université Laval